# لو ماج (أورن)
لو ماج هي بلدية في أورن في شمال غرب فرنسا.